# Гусейнов, Джебраил Мухтар оглы
Джебраи́л Мухта́р оглы Гусе́йнов (азерб. Cəbrayıl Muxtar oğlu Hüseynov; 16 января 1913, Нуха, Елизаветпольская губерния — 14 декабря 1974) — советский и азербайджанский агрохимик.

## Биография
Родился 3 (16 января) 1913 года в Нухе (ныне — Шеки, Азербайджан).
В 1934 году окончил АзСХИ.
В 1940—1945 годах заведовал лабораторией органических удобрений сектора почвоведения и агрохимии Азербайджанского филиала АН СССР. В 1945—1956 годах работал в институте почвоведения и агрохимии АН АзССР, одновременно с этим в 1952—1969 годах занимал должность профессора АзГУ.
В 1956 году был избран директором института почвоведения и агрохимии. Академик АН АзССР с 1962 года.
Скончался 14 декабря 1974 года.

## Научные работы
Основные научные работы посвящены вопросам теории питания растений и применения удобрений.

## Награды
- Сталинская премия 3-й степени (1950) — за успешное применение отработанного гумбрина для повышения урожайности с/х культур.